# Muhos
Muhos is een gemeente in de Finse provincie Oulu en in de Finse regio Noord-Österbotten. De gemeente heeft een landoppervlakte van 784,58 km² en telt 8.882 inwoners (2022).

## Geboren
- Jouko Alila (1950), voetballer